# Physocephala scutellata
Physocephala scutellata är en tvåvingeart som beskrevs av Krober 1915. Physocephala scutellata ingår i släktet Physocephala och familjen stekelflugor.
Artens utbredningsområde är Myanmar. Inga underarter finns listade i Catalogue of Life.